# The Christine Jorgensen Story
The Christine Jorgensen Story ist die verfilmte Biografie von Christine Jorgensen, einer bekannten US-amerikanischen Transgenderperson. Der 1970 erschienene Film enthält neben den biografischen Fakten zusätzliche fiktionale Elemente.

## Produktion
Ein Film zu der geplanten Biografie wurde schon 1960 angekündigt. Der Produzent Edward Small erwarb dann 1968, ein Jahr nach Veröffentlichung der Biografie, die Filmrechte. Jorgensen forderte später unter Berufung auf den Vertrag, dass sie Anspruch auf 10 % der Gesamteinnahmen habe und ihr 3,5 % der Produktionskosten zustehen.
George/Christine wird in dem Film von dem 18-jährigen Schauspieler John Hansen dargestellt. Zum Casting sagte Jorgensen später: „Jeder Damenimitator der Welt schneite in Hollywood rein und wollte Christine sein“.
Irving Rapper sagte, dass Small ihn als Regisseur verpflichtete, weil er jemanden benötige, der die erforderliche Sensibilität dazu mitbrachte. Jorgensen stand den Dreharbeiten beratend zur Seite.
Der Film wurde im Juni 1970 in den USA zum ersten Mal gezeigt. In Dänemark wurde der Film am 29. Oktober 1970 unter dem Titel „Christine Jørgensens historie“ veröffentlicht. Ebenso erschien der Film in Brasilien und Italien. Der italienische Titel „Il primo uomo diventato donna“ („Der erste Mann, der sich zur Frau wandelte“) ist inhaltlich falsch, da Christine Jorgensen lediglich die erste US-amerikanische Transsexuelle war, welche in der medialen Öffentlichkeit stand.
Im deutschsprachigen Raum ist der Film nie erschienen.

## Rezeption
Die Reaktionen der Kritik fielen unterschiedlich aus. So bezeichnete Gary Arnold den Film als einen leider durchgängig gewöhnlichen Kinofilm über ein eher ungewöhnliches Thema.
Howard Thompson nannte den Film eine glatt erzählte Geschichte, welche Teile der Autobiografie vereinfacht wiedergibt und alles erscheint „zu gut um wahr zu sein“, ebenso wie das Auftreten der Darsteller.
Lee Pfeiffer lobt den Hauptdarsteller, der es schafft Christine zu spielen ohne absurd zu wirken, beklagt aber Hollywoods „gläserne Decke“, die es homosexuell wirkenden Schauspielern wie Hansen seinerzeit nicht leicht machte, anschließend noch ein gutes Rollenangebot zu erhalten.

## Hintergrund
Jorgensen versuchte später, nach dem Tode Smalls im Januar 1977, eine einstweilige Verfügung zu erwirken, damit der Film nicht von dessen Nachlassverwaltern weiter vermarktet würde. Auch behauptete sie, dass Small 100.000 Dollar für eigene Zwecke abgezweigt habe. Und sie befürchtete, dass United Artists den Film als B-Movie vermarkten wolle.